# نووی کالچیر
نووی کالچیر (به لاتین: Novy Kalchir) یک منطقهٔ مسکونی در روسیه است که در باشقیرستان واقع شده‌است.